# Palthis misantlalis
Palthis misantlalis là một loài bướm đêm trong họ Noctuidae.